# Residue of the Residents

Residue of the Residents est un album de compilation des Residents, des titres rares et autres expériences du légendaire collectif de San Francisco. Initialement publié sur Ralph Records en 1983.

## Titres
Side One :
- The Sleeper
- Whoopy Snorp
- Kamakazi Lady
- Boy In Love
- Shut Up! Shut Up!
- Anvil Forest
- Diskomo

Side Two :
- Jailhouse Rock (Jerry Leiber, Mike Stoller)
- Ups & Downs
- Walter Westinghouse
- Saint Nix
- Open Up

Written and produced by the residents except "Jailhouse Rock" by LEIBER-STOLLER
Sources : Pochette du disque
(StefSoub le 01/01/2009)